# 学校法人松山東雲学園
学校法人松山東雲学園（がっこうほうじんまつやましののめがくえん）は、愛媛県松山市桑原3丁目2-1に本部を置く学校法人である。

## 沿革

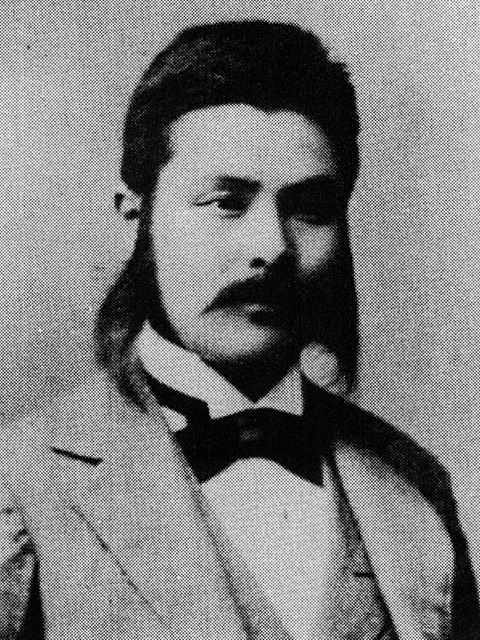
二宮邦次郎

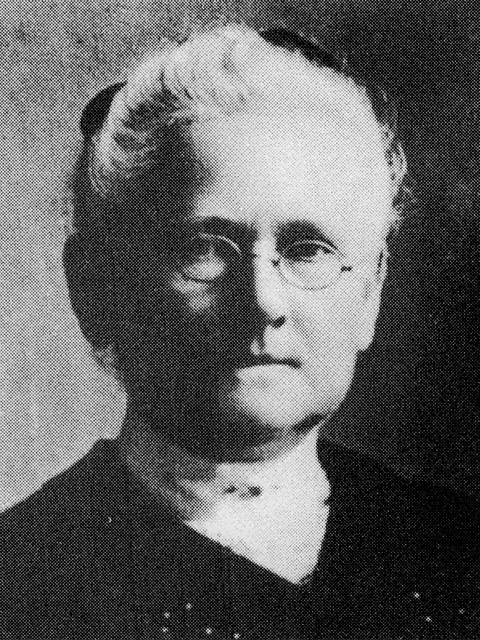
C・ジャジソン

- 1886年 - 松山第一基督教会の二宮邦次郎牧師により松山女学校が創立[1]。
- 1906年 - 米国伝道教会に経営が移管され[1]、コーネリア・ジャジソンが第2代校長に就任[2]。
- 1932年 - 松山東雲高等女学校に改称[1]。
- 1935年 - 財団法人松山東雲高等女学校組織される[3]。
- 1947年 - 新制中学校設置[2]。
- 1949年 - 新制高等学校設置[2]。
- 1952年 - 松山東雲カレッジ（専攻科）設置[1]。
- 1956年 - 学校法人松山東雲学園となる[2]。
- 1957年 - 松山東雲栄養学院を設立[1]。
- 1964年 - 栄養学院を改組し、松山東雲短期大学が開学[1]。
- 1964年 - 松山東雲短期大学に附属幼稚園を設置[1]。
- 1986年 - 創立100周年[1]。
- 1992年 - 松山東雲女子大学が開学[1]。
- 2017年 - 松山東雲短期大学附属幼稚園を松山東雲学園附属幼稚園に改称[1]。

## 設置教育機関
- 松山東雲女子大学
- 松山東雲短期大学
- 松山東雲中学校・高等学校
- 松山東雲学園附属幼稚園